# Serguéi Jrushchov
Serguéi Nikítich Jrushchov (en ruso: Серге́й Ники́тич Хрущёв, transliterado académicamente como Sergéj Nikítič Hruščëv o Hruŝëv, Moscú, 2 de julio de 1935-Cranston, 18 de junio de 2020), hijo del antiguo líder soviético Nikita Jrushchov y Nina Jrushchova, fue un ingeniero de origen soviético que residió en los Estados Unidos.

## Estudios y trabajo en la Unión Soviética
Serguéi Jrushchov alcanzó varios títulos de ingeniería. Obtuvo un doctorado soviético en la Academia de Ciencias de Ucrania, y luego otro doctorado de la Universidad Técnica de Moscú. Además logró, con honores, una maestría del Instituto de Energía Eléctrica de la entonces capital soviética. Como ingeniero, ocupó varios cargos de alto nivel de creciente importancia. Entre 1958 y 1968 trabajó en sistemas de guía de misiles y en proyectiles crucero para submarinos. También participó en el desarrollo de satélites militares y naves para la exploración espacial, vehículos lunares y el cohete Protón. Entre 1968 y 1991, prestó servicios en el Instituto de Control de Computadoras de Moscú, donde fue paulatinamente ascendiendo dentro de su escalafón, desde jefe de sección hasta primer asistente del director gerente, a cargo de la realización de investigaciones.

## Nueva vida en los Estados Unidos
Antes de emigrar de la Unión Soviética hacia los Estados Unidos, se desempeñó como Senior fellow (investigador superior) en el Instituto Watson de Estudios Internacionales (Watson Institute for International Studies) de la Universidad Brown, situada en la ciudad de Providence (capital del pequeño estado atlántico de Rhode Island). Asimismo, fue profesor ocasional del Naval War College (“Instituto de Guerra Naval”) en la localidad estadounidense de Newport (también en Rhode Island); y  si bien no fue un profesor con dedicación exclusiva instruyó con cierta regularidad en la mencionada institución militar. 
Solía brindar conferencias al público estadounidense interesado en conocer sus memorias, en particular las relacionadas con sus vivencias personales en el “otro” lado de la Cortina de Hierro durante la pasada Guerra Fría. También participa como asesor del Cold War Museum (“Museo de la Guerra Fría”), fundado por el hijo de Francis Gary Powers, el piloto del avión espía U-2 abatido sobre el espacio aéreo soviético el 1 de mayo de 1960.

## Familia
El 12 de julio de 1999, él y su esposa Valentina se naturalizaron como ciudadanos estadounidenses. El hijo de Serguéi de un matrimonio anterior, un periodista ruso llamado Nikita Jrushchov (es decir, igual que su abuelo y el padre de aquel), falleció el 22 de febrero de 2007 a los cuarenta y siete años de edad, como consecuencia de un derrame cerebral. Tuvo otro hijo, cuyo nombre también es Serguéi.